# Lee Valley White Water Centre
Il Lee Valley White Water Centre è un impianto sportivo inglese situato nell'Hertfordshire, utilizzato per ospitare competizioni di canoa discesa. È stato sede delle gare ai Giochi olimpici di Londra 2012.